# Enzio Julitta
Enzio Julitta (Oleggio, 12 agosto 1900 – Oleggio, 15 luglio 1940) è stato un drammaturgo e politico italiano.
Esponente del Partito Popolare Italiano, si ispirò al cattolicesimo anche nella sua produzione teatrale.
Firmava i suoi manoscritti, in modo pittoresco e religioso, attraversando col nome una croce a braccia aperte dallo stelo lunghissimo, come quelle delle antiche confraternite.
Effettuò ricerche sul dialetto oleggese iniziando una raccolta di vocaboli oggi conservata nella biblioteca comunale a lui intitolata. Collezionò anche oggetti inerenti agli usi e costumi locali del passato in un'ampia raccolta che divenne il primo nucleo del Museo Civico cittadino.

## Biografia
Enzio Julitta nacque da Battista, fratello del missionario Michele Maria morto in Cina, e da Maria Bottazzi a Oleggio il 12 agosto 1900.
Di famiglia benestante, frequentò il ginnasio De Filippi di Arona, poi il liceo e infine si iscrisse alla facoltà di Medicina all'Università di Torino, dove più che degli studi universitari s'appassionò alle dottrine e alle opere di rinnovamento cristiano nell'ordinamento sociale e nella cultura dell'epoca. Dopo l'esperienza universitaria, conclusa per motivi di salute senza il raggiungimento della laurea, riportò il perimetro dei suoi interessi nella natale Oleggio.
Nel 1923 fu eletto consigliere comunale di Oleggio per il Partito Popolare Italiano partecipando alla vita del partito anche a livello provinciale. Nell'ottobre del 1924 accolse, insieme ai popolari di Oleggio, il segretario nazionale Alcide De Gasperi. Da assessore alla Pubblica Istruzione inaugurò i restauri della basilica di San Michele Arcangelo.
Nel dicembre del 1924 insieme all'assessore popolare Scaciga fu costretto a dare le dimissioni dal consiglio comunale per disaccordo con gli amministratori fascisti. Nel 1927 il consiglio comunale fu completamente sciolto e sostituito dal podestà. Julitta rimase fedele ai principi sturziani, continuò a occuparsi della sua città e a scrivere di storia, pedagogia, letteratura, sociologia e teatro. Scrisse di critica d'arte (soprattutto di matrice cristiana), di divulgazione medica (anche se non si era mai laureato continuò a interessarsi di medicina e a scriverne, procurandosi stima e apprezzamenti di rinomati medici), recensioni di libri e studi.
Collaborò assiduamente col quotidiano cattolico L'Italia, con il Corriere di Torino, Il Momento, La provincia di Novara, Scena e Controscena, con le riviste Vita e Pensiero, Parte Guelfa, Fiamma Viva, La Festa, Controcorrente, Novara 900, La collana romantica, Cuor d'oro. Spesso si firmò con lo pseudonimo di Dottor Alfa o usando il cognome della madre E. J. Bottazzi. I suoi scritti gli valsero molti apprezzamenti, tra cui quelli di Frate Agostino Gemelli, rettore dell'Università Cattolica del Sacro Cuore di Milano, che lo invitò a scrivere per Vita e Pensiero e lo mise in contatto epistolare con Amintore Fanfani, che si interessò alle sue Ricerche sull'atteggiamento dei fanciulli di fronte alla famiglia numerosa.
Nel febbraio del 1927 fu nominato dalla Federazione Provinciale degli Enti Autarchici membro della Commissione per la tutela e la valorizzazione delle bellezze artistiche e naturali del Piemonte.
Nel 1930 la commedia San Genesio in frac gli valse il premio Michelotti che nei primi decenni del XX secolo veniva attribuito alle migliori opere di ispirazione cattolica.
Nel 1935 la sua salute già cagionevole peggiorò. Fu curato da un urologo e sembrò migliorare ma poi man mano le sue condizioni andarono aggravandosi fino a portarlo alla morte il 15 luglio 1940.

## Riconoscimenti
Nel 1965 il comune di Oleggio istituì la biblioteca civica di Oleggio, e, come atto di riconoscenza per il contributo dato alla città, la intitolò a Enzio Julitta.

## Opere
- Carta del Navegar Pitoresco (sulle colonne de L'Italia)
- Relazione intorno al patrimonio artistico culturale di Oleggio, agosto 1928
- Oleggio Memorie
- L'altra metà (opera teatrale ad atto unico)
- La maschera (opera teatrale ad atto unico)
- Santo Genesio in frack: Quasi tre atti per uomini (commedia, 1930)

Altre opere teatrali:
- Sarra: Sacro mistero in tre momenti (1931)
- La leggenda della Maddalena
- Il lume nella notte
- Le idee di Mimmina
- Fetida ruina
- Apri l'occhio Giacomino